# يفغيني بولياكوف
يفغيني بولياكوف (بالروسية: Поляков, Евгений Викторович)‏ هو مدرب كرة قدم ولاعب كرة قدم روسي في مركز الهجوم، ولد في 29 سبتمبر 1980 في أوريول في روسيا. لعب مع أفانجارد كورسك ونادي شاختار قراغندي.